# Pales violacea
Pales violacea är en tvåvingeart som först beskrevs av Louis-Paul Mesnil 1953. Pales violacea ingår i släktet Pales och familjen parasitflugor.
Artens utbredningsområde är Myanmar. Inga underarter finns listade i Catalogue of Life.